# جاسینتا گالاباداراچچی
جاسینتا گالاباداراچچی (انگلیسی: Jacynta Galabadaarachchi؛ زادهٔ ۶ ژوئن ۲۰۰۱) بازیکن فوتبال اهل استرالیا است.
از باشگاه‌هایی که در آن بازی کرده‌است می‌توان به باشگاه فوتبال ملبورن سیتی اشاره کرد.
وی همچنین در تیم‌های ملی فوتبال Australia women's national under-17 football team و Australia women's national under-20 football team بازی کرده‌است.